# Теорема додавання сумісних подій
Теорема додавання сумісних подій
Сумою 2-х сумісних подій називають подію, що складається з появи або події A, або події B, або обох їх одразу (одночасно). 
Теорема. Імовірність суми 2-х сумісних подій дорівнює сумі імовірностей цих подій без урахування їх спільної появи:
p(A+B)=p(A)+p(B)−p(AB)
Доведення: 
A+B=AB+AB+AB (сума несумісних пар) 
Тоді p(A+B)=p(AB)+p(AB)+p(AB)
Подія A=AB+AB,
Подія B=AB+AB
p(A+B)=p(A)−p(AB)+p(B)−p(AB)+p(AB)=p(A)+p(B)−p(AB) 
Заувага: в цій теоремі може існувати 2 різні ситуації. 
p(A+B)=p(A)+p(B)−p(A)p(B),  де A і B - незалежні; 
p(A+B)=p(A)+p(B)−p(A)p(B/A),  де A і B - залежні; 